# August Łoś
August Ignacy Franciszek Ksawery Józef hr. Łoś z Grodkowa i Januszowic herbu Dąbrowa (ur. 3 grudnia 1829 we Lwowie – zm. 29 grudnia 1902 we Lwowie) – ziemianin, powstaniec styczniowy, poseł na Sejm Krajowy Galicyjski i do austriackiej Rady Państwa, 

## Życiorys
Oficer armii austriackiej, a następnie ziemianin. Był dziedzicem majątku Werchrata w pow. rawskim oraz kilku majątków w pow. samborskim m.in. Czyszki i Stupnica. Był delegatem Galicyjskiego Towarzystwa Kredytowego Ziemskiego, a następnie prezesem jego rady nadzorczej (1895-1902). Oprócz tego był członkiem rad nadzorczych kolei lokalnej Borki Wielkie -Grzymałów (1902) oraz kolei lokalnych wschodnio-galicyjskich (1896).  
Gdy wybuchło powstanie styczniowe, nawiązał współpracę z Komitetem Lwowskim księcia Adama Sapiehy. Organizował dostawy broni i amunicji dla oddziałów działających w Lubelskim. Organizator i dowódca oddziału w powstaniu styczniowym, pod rozkazami Apolinarego Kurowskiego i Dionizego Czachowskiego, prawdopodobnie adiutant gen. Józefa Hauke-Bosaka. W powstaniu styczniowym walczył w oddziale Andrzeja Łopackiego. Droga tego oddziału wiodła przez Baranów, Michniów, lasy wąchockie - aż do Wierzbnika. Po powrocie do Galicji udzielał dużego wsparcia finansowego oraz zaopatrywał działające w Galicji lazarety i szpitale, przede wszystkim w Narolu, gdzie został zorganizowany szpital przez jego kuzynkę – Marię Łoś. Jego żona Joanna Łoś była członkinią Komitetu Niewiast Polskich, pomagającej powstańcom i opiekującej się rannymi. Funkcję swą pełniła bardzo gorliwie, na co zwracali uwagę powstańcy w swych wspomnieniach. 
W dobie autonomicznej aktywny politycznie. W latach 1877–1880 był prezesem rady powiatu rawskiego. Był posłem na Sejm Krajowy Galicyjski III kadencji (1870–1874), wybranym w kurii I (wielkiej własności) w obwodzie nr 4 złoczowskim, po jego rezygnacji w 1874 wybrano Włodzimierza Dzieduszyckiego. Był także posłem do austriackiej Rady Państwa III kadencji (15 września 1870 - 10 sierpnia 1871), IV kadencji (27 grudnia 1871 - 21 kwietnia 1873) wybranym przez Sejm w kurii I – jako delegat z grona wirylistów i większej własności ziemskiej. Mandat utracił z powodu niestawienia się na obrady. Powtórnie był posłem w VII kadencji (22 września 1885 - 23 stycznia 1891), wybranym w kurii IV (gmin wiejskich) w okręgu nr 14 Sambor, Łąka, Stare Miasto, Stara Sól, Turka, Borynia, Rudki, Komarno i posłem w VIII kadencji ( 9 kwietnia 1891 - 22 stycznia 1897) wybranym w kurii I (wielkiej własności) z okręgu nr  9 Sambor, Stare Miasto, Turka, Drohobycz, Rudki. W parlamencie austriackim należał do Koła Polskiego w Wiedniu.

## Rodzina
Był synem Zygmunta Piotra hr. Łosia (1791-1839), właściciela Werchraty z Górnikami i Monasterskiem, Potoku i Teniatyska w powiecie żółkiewskim. Zygmunt został w 1825 wybrany z grona magnatów członkiem Stanów Galicyjskich. W tym samym roku poślubił w Rawie Ruskiej Annę ks. Woroniecką h. Korybut, córką Zuzanny z hr. Jaworskich-Bobroniczów h. Sas oraz Wincentego, wysokiego oficera w armii Księstwa Warszawskiego. Anna  ks. Woroniecka secundo voto poślubiła Kaspra hr. Stadnickiego h. Szreniawa, oficera wojsk napoleońskich, syna Ignacego i Zofii Poletyłło h. Trzywdar. Zygmunt zmarł 3 maja 1839 roku w Zadarowie. August Łoś miał trzy siostry: Józefę, która wyszła za Edwarda hr. Dzieduszyckiego h. Sas, syna Ludwika i Dominiki z Bielskich h. Jelita; Zuzannę, która wyszła za Juliusza Sokołowskiego h. Pomian; Wincencję, która wyszła za Feliksa Paparę h. Paparona i Ryś. August Łoś poślubił 29 stycznia 1854 we Lwowie Joannę Ponińską h. Łodzia (zm. 1894), właścicielkę dóbr Milatycze (pow. lwowski), córkę Jana i Emilii von Hippman h. wł. Mieli czworo dzieci: Augusta Marię (1856-1933), który poślubił Marię Pietruską h. Starykoń, córkę Oktawa i Stefanii z Augustonowiczów h. Odrowąż; Mariana (1858-1940), który poślubił Helenę Kotarską h. Pniejnia, córkę Stanisława i Julii z Wojnarowskich h. Strzemię; Emilię; Justyna (1873-1933), który poślubił Helenę hr. Dzieduszycką h. Sas, córkę Stanisława i Karoliny z Weryha-Darowskich h. Ślepowron.